# 馬塔河
馬塔河是俄羅斯的河流，屬於錫尼亞亞河的支流，由薩哈共和國負責管轄，河道全長195公里，流域面積約4,110平方公里，發源自勒拿高原北部。